# لوتس إيلان
لوتس إيلان (بالإنجليزية: Lotus Elan)‏ هي سيارة من تصنيع شركة لوتس (سيارات).